# Schwarzheide

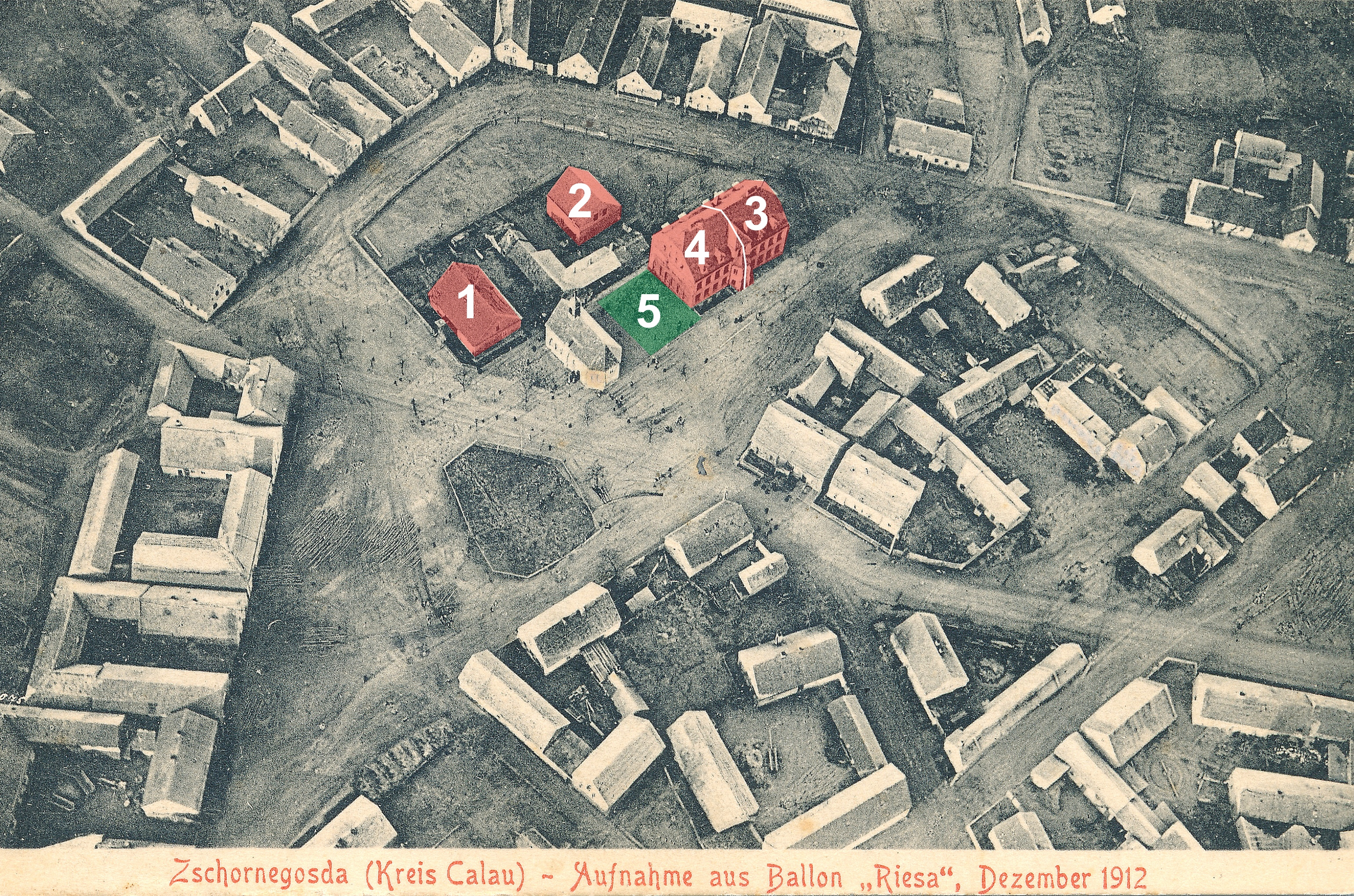
Alter Dorfkern von Zschornegosda, seit 1936 Schwarzheide-West. Nr. 1: Einklassenschule von 1859, Nr. 2: Einklassenschule von 1894, Nr. 3: Vierklassenschule von 1902, der spiegelgleiche Anbau entstand 1911. Auf dem freien Platz, der Nr. 5, wurde 1933 ein Schulanbau mit Aula und erstmals Innentoiletten errichtet.

Schwarzheide (bis zum 31. Dezember 1998 Schwarzheide/N.L.; sorbisch Carny Gózd) ist eine amtsfreie Stadt im Landkreis Oberspreewald-Lausitz im Süden des Landes Brandenburg.

## Geografie

### Geografische Lage
Schwarzheide liegt im Süden des Landes Brandenburg, etwa 50 km nördlich von Dresden und 110 km südlich von Berlin. Das Stadtgebiet befindet sich nördlich der Schwarzen Elster im Tiefland der Niederlausitz. Im Ostteil der Stadt fließt das Flüsschen Pößnitz.

### Nachbargemeinden
Unmittelbare Nachbargemeinden der Stadt sind Schipkau (nördlich), die Stadt Senftenberg mit dem Ortsteil Brieske (nordöstlich), Schwarzbach (östlich) und die Städte Ruhland (südlich) und Lauchhammer (westlich).

## Stadtgliederung
Zur Gemeinde Schwarzheide gehören die Wohnplätze Naundorf (Łucka), Schwarzheide-Mitte, Schwarzheide-Ost, Schwarzheide-West (ehemals Zschornegosda), Victoria und Wandelhof.

## Geschichte

### Gemeindegründung und Geschichte der Ortsteile

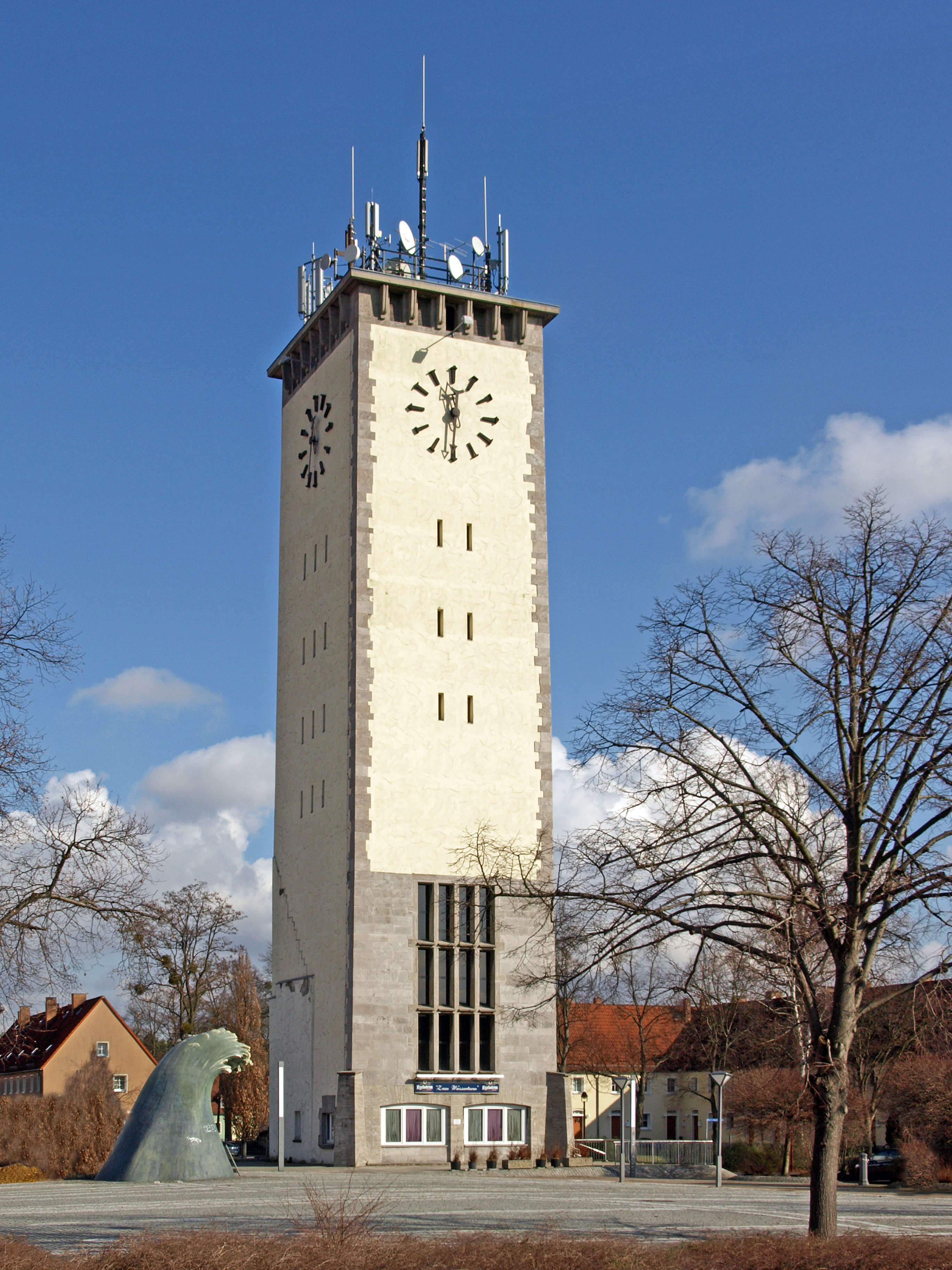
Der Wasserturm, das Wahrzeichen der Stadt

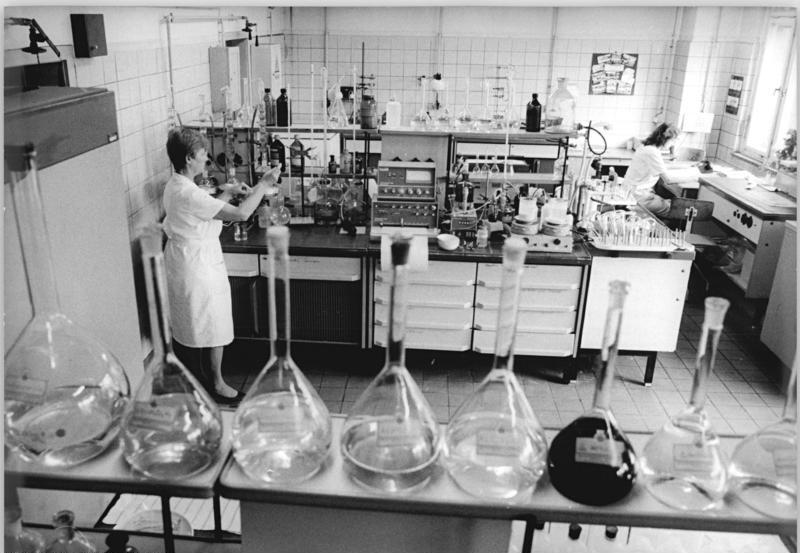
Umweltschutz-Wasseranalytik im Labor des VEB Synthesewerk Schwarzheide, 1990

Die heutige Industriegemeinde Schwarzheide entstand am 1. Oktober 1936 durch den Zusammenschluss der beiden bis dahin völlig selbstständig entwickelten Gemeinden Zschornegosda (heute Schwarzheide-West) und Naundorf (heute Teil von Schwarzheide-Ost). Der Name der Stadt entstand im Zuge der Germanisierung von Ortsnamen aus der freien Übersetzung des aus dem Sorbischen stammenden Namen des Ortes „Zschornegosda“ (čorny = schwarz, gozd = Heide, Wald).
Der Zeitpunkt der Gründung des Ortes ist nicht bekannt. Vermutlich wurden die Dörfer Zschornegosda und Naundorf im Zuge der christlichen Missionierung im Verlaufe des 12. und 13. Jahrhunderts gegründet. Solche kleinen Dörfer wurden jedoch erst dann schriftlich erwähnt, wenn für diese gegenüber den jeweiligen Landesherren oder Kirchenvertretern bestimmte Rechte oder Pflichten festgeschrieben wurden.
Der erste schriftliche Nachweis von Naundorf (als Nuwendorff) stammt aus einer Verpfändungsurkunde aus dem Jahre 1421. Zschornegosda wurde erstmals 1449 (als Cschörnegast) in der Lehensurkunde des Herzogs Friedrich von Sachsen urkundlich erwähnt. Während das an einem Übergang der Schwarzen Elster gegenüber der Stadt Ruhland gelegene Naundorf ein typisches Straßendorf war, war das ursprüngliche Fischerdorf Zschornegosda, im Gegensatz zu den für die Gegend typischen slawischen Rundlingen, ein sogenanntes Hofreitendorf. Es bestand aus einer stark gekrümmten Gehöftzeile, die sich nach Nordosten offen um die Kapelle des Dorfes legte. Die Kapelle selbst stand auf dem höchsten Punkt einer flachen Sandkuppe, der heutigen Dorfaue. Die damals etwa 20 Grundstücke der Bauern, die Hofreiten, waren Flächen von etwa 25 × 300 Meter, deren Stirnseite in Richtung der Kapelle zeigte.
Die Entwicklung der beiden Dörfer wurde immer wieder durch Plünderungen infolge von Kriegen, großen Bränden und Seuchen erheblich behindert. So betrug die Zahl der Einwohner bis ins 18. Jahrhundert hinein kaum mehr als 100. Eine Pechhütte (1673), welche aus Kiefernholz Pech zum Abdichten der Fischerkähne, Wagenschmiere, Holzkohle und Kienruß herstellte sowie ein Eisenhammer (1725), der Ursprung des heutigen Lauchhammerwerkes, waren bis dato die einzigen größeren Industrieansiedlungen in unmittelbarer Umgebung.

### Industrialisierung und Werkssiedlungen
Nach den ersten Funden von Rohbraunkohle westlich von Zschornegosda auf der Bockwitzer Flur um 1780 begann deren Abbau (über Tage) im großen Stil erst etwa hundert Jahre später, in dessen Folge auch die ersten Brikettfabriken gegründet wurden (Ferdinand, Victoria, Victoria II). Mit der einhergehenden Begradigung und Kanalisation der Schwarzen Elster, um das entstehende Grubenwasser besser abfließen zu lassen, verschwanden auch die natürliche Auenlandschaft und der damit verbundene Fischreichtum, so dass die Fischerei als ehemals wichtigster Erwerbszweig völlig erlosch. Für die neue Industrie ließ die Braunkohlen- und Brikett-Industrie AG, kurz BUBIAG, nach 1900 in der Nähe des Wandelhofs eine Werkssiedlung bauen, die 1920 fertig wurde. Bereits 1921 kam dazu die Wohnanlage Bürenhof, heute Hugo-Wolfram-Platz, als Angestelltensiedlung in Zschornegosda / Schwarzheide-West. Auch die Victoria-Siedlung in Schwarzheide Ost entstand um 1900.
Um während eines Krieges unabhängig von Ölimporten Benzin produzieren zu können, wurde 1935 nördlich der Stadt von der Braunkohle-Benzin-AG (BRABAG) das Hydrierwerk Ruhland (spätere Bezeichnung Hydrierwerk Schwarzheide) errichtet, welches mittels der Fischer-Tropsch-Synthese aus Braunkohle Benzin erzeugte. Zusammen mit der Errichtung der Industrieanlagen entstanden die heutige Bundesautobahn 13 und die zahlreichen Wohnungen der Belegschaft als Wandelhof- und Wasserturmsiedlung. Die Wohnbebauung wurde durch die Architekten und Landschaftsplaner Gustav Allinger, Alfred von Bodisco und Walther Stridde im Stil der Gartenstädte der 1930er Jahre konzipiert. Das Konzept enthielt auch ein Stadtzentrum um den heutigen Schillerplatz, nach späterer Planung am Wasserturmplatz. Durch den Krieg wurde dieser Planteil nicht abgeschlossen.
Vom Juli 1944 bis April 1945 befand sich im Nordosten der Stadt das KZ-Außenlager Schwarzheide, ein Zwangsarbeitslager des Konzentrationslagers Sachsenhausen, dessen etwa 1000 überwiegend tschechische Juden hauptsächlich Arbeiten zur Aufrechterhaltung der Produktion des BRABAG-Werkes verrichten mussten. Die schweren und teilweise lebensgefährlichen Arbeiten überlebten nur etwa 600 Häftlinge, von denen im Mai 1945 wiederum nur etwa 200 den Todesmarsch zum KZ Theresienstadt überlebten.
Aufgrund der strategischen Bedeutung der BRABAG-Werke wurde die Stadt während des Zweiten Weltkriegs durch zahlreiche Bombenangriffe zum Teil erheblich zerstört. Demzufolge existieren heute in Stadt und Umgebung, bis auf beispielsweise die Wasserturmsiedlung, kaum noch Gebäude aus der Zeit vor 1945, während noch immer jährlich mehrere zentnerschwere Blindgänger geborgen werden. Infolge des Potsdamer Abkommens wurde das BRABAG-Werk eine sowjetische staatliche Aktiengesellschaft (SAG) und diente den Reparationsleistungen an Polen und die Sowjetunion. Erst am 1. Januar 1954 wurde das SAG-Werk als VEB Synthesewerk Schwarzheide in die Hände der DDR übergeben.

### Entwicklung nach 1954
Als die Industriegemeinde Schwarzheide in den 1960er Jahren schon über 8.000 Einwohner zählte, wurde ihr am 11. Januar 1967 das Stadtrecht verliehen. Anfang der 1980er Jahre hatte die Stadt kurzzeitig sogar mehr als 10.000 Einwohner.
Infolge der deutschen Wiedervereinigung von 1990 wurde das Synthesewerk Schwarzheide als einer der ersten Betriebe der Treuhandanstalt mit über 6.000 Arbeitsplätzen von der BASF SE als BASF Schwarzheide GmbH übernommen. Mit dem Niedergang der Braunkohleförderung ist die BASF Schwarzheide seit 2019 mit rund 1.800 direkt und 1.650 indirekt Beschäftigten inklusive zahlreicher Zulieferer der größte Arbeitgeber der Region. Ab 1996 modernisierte die BASF-eigene Wohnungsbaugesellschaft SEWOGE GmbH einen Teil der historischen Wandelhofsiedlung denkmalschutzgerecht. Die Wohnungen wurden 2012 verkauft.

### Politische Zugehörigkeit
Der Flusslauf der Schwarzen Elster bildet die Grenze zwischen der Nieder- und Oberlausitz, die seit 1367 als Nebenländer dem Königreich Böhmen angehörten.
Nach dem Prager Frieden von 1635 gehörten beide Dörfer zum Kurfürstentum Sachsen. Im Jahr 1815 wurden beide Orte Teile Preußens und seiner Provinz Brandenburg durch die preußischerseits herbeigeführte Teilung des Königreiches Sachsen im Rahmen des Wiener Kongresses infolge der sächsischen Teilnahme an den Napoleonischen Kriegen. Zwischen 1818 und 1952 gehörten Zschornegosda und Naundorf bei Ruhland beziehungsweise ab 1936 die Gemeinde Schwarzheide zum Landkreis Calau.
Nach der Auflösung der Länder und Neugliederung der Landkreise in der DDR im Jahre 1952 kam Schwarzheide zum Kreis Senftenberg im Bezirk Cottbus. Seit der Wiederherstellung der Länder im Jahre 1990 gehört die Stadt zum Land Brandenburg und dort seit der Kreisstrukturreform vom 6. Dezember 1993 zum Landkreis Oberspreewald-Lausitz.

## Bevölkerungsentwicklung
| Jahr | Einwohner |
| ---- | --------- |
| 1939 | 5 898     |
| 1946 | 7 449     |
| 1950 | 8 287     |
| 1964 | 8 169     |
| 1971 | 8 570     |
| 1981 | 9 920     |
| 1985 | 9 262     |

| Jahr | Einwohner |
| ---- | --------- |
| 1990 | 8 936     |
| 1995 | 7 881     |
| 2000 | 7 203     |
| 2005 | 6 555     |
| 2010 | 6 053     |
| 2015 | 5 795     |

| Jahr | Einwohner |
| ---- | --------- |
| 2020 | 5 568     |
| 2021 | 5 495     |
| 2022 | 5 819     |
| 2023 | 5 777     |
| 2024 | 5 765     |

Gebietsstand des jeweiligen Jahres, Einwohnerzahl: Stand 31. Dezember (ab 1991), ab 2011 auf Basis des Zensus 2011, ab 2022 auf Basis des Zensus 2022

## Politik

### Stadtverordnetenversammlung
Die Stadtverordnetenversammlung von Schwarzheide besteht aus 18 Stadtverordneten und dem hauptamtlichen Bürgermeister. Die Kommunalwahl am 9. Juni 2024 führte bei einer Wahlbeteiligung von 64,5 % zu folgendem Ergebnis:
| Partei / Wählergruppe                 | Stimmenanteil 2019 | Sitze 2019 |  | Stimmenanteil 2024 | Sitze 2024 |
| ------------------------------------- | ------------------ | ---------- |  | ------------------ | ---------- |
| Allianz für Schwarzheide (AFS)        | 28,8 %             | 5          |  | 35,1 %             | 6          |
| CDU                                   | 22,4 %             | 4          |  | 25,0 %             | 5          |
| Freie Wählergruppe Schwarzheide (FWS) | 14,1 %             | 3          |  | 18,6 %             | 3          |
| Die Linke                             | 15,2 %             | 3          |  | 11,0 %             | 2          |
| SPD                                   | 11,4 %             | 2          |  | 10,4 %             | 2          |
| FDP                                   | 08,1 %             | 1          |  | –                  | –          |
| Insgesamt                             | 100 %              | 18         |  | 100 %              | 18         |

### Bürgermeister
- 1996–2008: Bernd Hübner (parteilos)[14]
- seit 2008: Christoph Schmidt (parteilos)[15]

Schmidt wurde in der Bürgermeisterwahl am 12. Oktober 2008 mit 52,0 % der gültigen Stimmen zum Bürgermeister gewählt. Bei der Wahl am 11. September 2016 wurde er mit 81,0 % und bei der Wahl am 22. September 2024 ohne Gegenkandidat mit 80,7 % der gültigen Stimmen in seinem Amt bestätigt. Seine Amtszeit beträgt acht Jahre.

### Wappen
| Wappen von Schwarzheide | Blasonierung: „Schräg geteilt durch Wellenschnitt von Silber über Schwarz; vorn ein silberner zum Schildrand aufgebogener Heidekrautblütenstengel mit drei senkrechten Blätterstengeln, hinten ein steigender, widersehender, schwarzer Fischotter mit einem linkshin gebogenen blauen Fisch im Maul.“ |
| Wappen von Schwarzheide | Wappenbegründung: 1993 wählte die Stadtverwaltung aus einer größeren Anzahl von Entwürfen, nach einem bundesweit ausgeschriebenen Wettbewerb, die Neufassung des Stadtwappens. Das neue Wappen zeigt das Heidekraut in Anlehnung zum Namen der Stadt sowie einen Fischotter, ein ehemals charakteristisches und weit verbreitetes Tier der Niederlausitz, als Hinweis auf den einstmals von der Bevölkerung betriebenen Fisch-, Krebs- und Aalfang. Das Wappen wurde von dem Heraldiker C. H. Günther aus Dinkelsbühl gestaltet und am 25. Oktober 1993 durch das Ministerium des Innern genehmigt. |

Historisches Wappen
| Wappen von Schwarzheide | Blasonierung: „Geteilt von Blau über Grün; oben eine silberne Industrieanlage, unten eine goldene Ähre; das Ganze belegt mit einem schwarzen „S“.“ |
| Wappen von Schwarzheide | Wappenbegründung: Im Zuge der Verleihung des Stadtrechts wurde 1967 das erste Stadtwappen entworfen, welches sich mit seiner Symbolik auf die ansässige chemische Industrie und die ursprünglich betriebene Landwirtschaft bezog. Es wurde 1993 vom heutigen Wappen abgelöst. |

### Flagge
Die Flagge wurde am 10. August 2005 durch das Ministerium des Innern des Landes Brandenburg genehmigt.
Die Flagge ist Weiß - Blau (1:1) gestreift und mittig mit dem Stadtwappen belegt.

### Städtepartnerschaften
- Krosno Odrzańskie – Polen
- Karcag – Ungarn
- Piano di Sorrento – Italien

## Sehenswürdigkeiten und Kultur

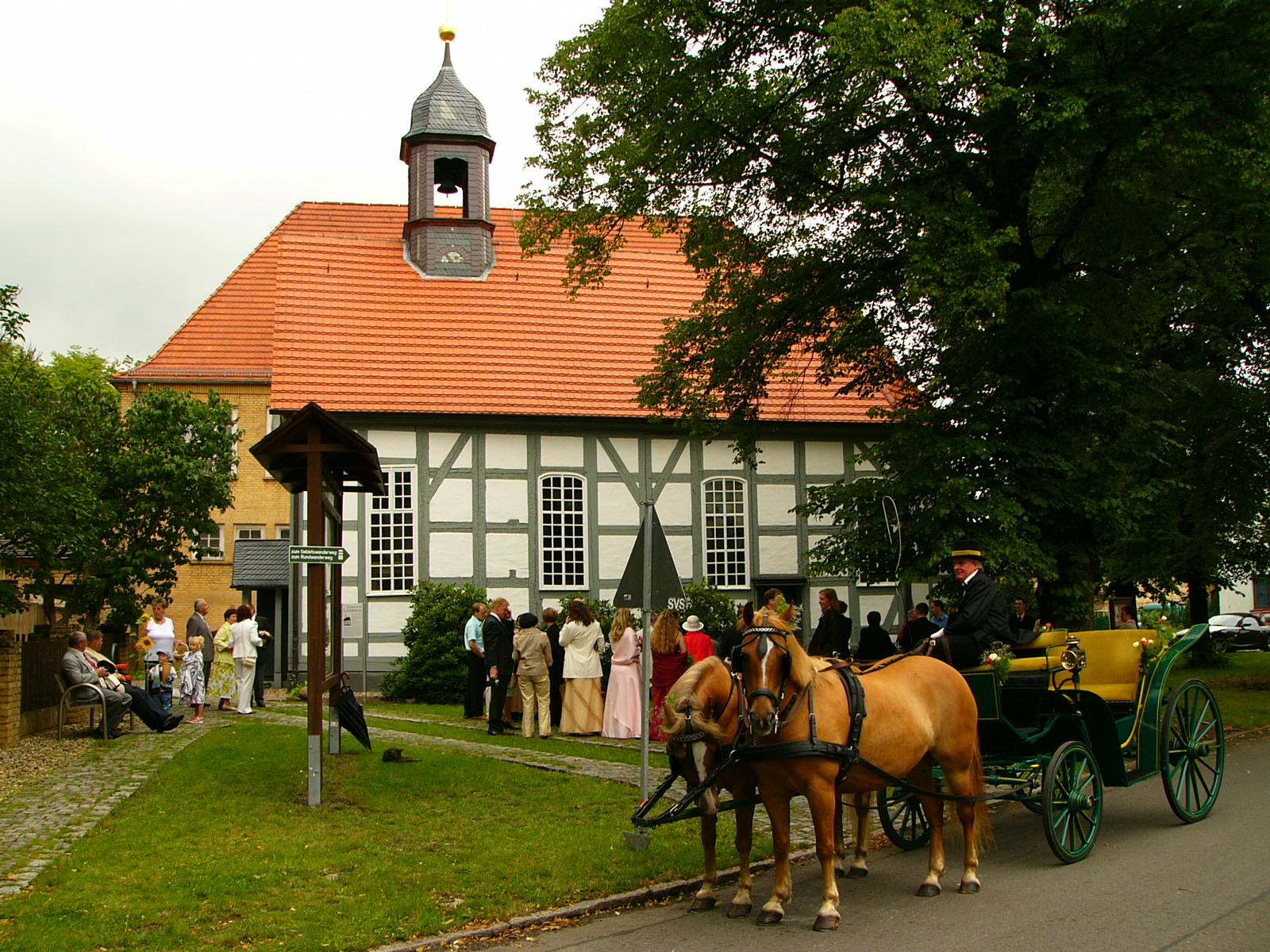
Lutherkirche

In der Liste der Baudenkmale in Schwarzheide stehen die in der Denkmalliste des Landes Brandenburgs eingetragenen Denkmale.
Wahrzeichen der Stadt ist der 36 m hohe, ehemals als Rathausturm geplante, Wasserturm, der 1943/44 größtenteils durch französische Kriegsgefangene erbaut wurde. Mit seiner Fertigstellung endete in Schwarzheide auch die Wasserknappheit, die mit der Errichtung der BRABAG-Siedlungen begonnen hatte. Erst durch den Bau der Tettauer Wasserwerke, der Wasserringleitung und des Wasserturms in Lauchhammer-Ost verlor der Schwarzheider Wasserturm ab 1958 seine Funktion. Als zentraler Punkt der Stadt wurde der Turm 1994 vollständig restauriert und auf dessen Vorplatz um einen modernen Kunststoffbrunnen (Die Welle) erweitert. Außerdem befindet sich in der Stadt die denkmalgeschützte Lutherkirche aus dem Jahre 1754. Gelegenheit für Ausstellungen und Veranstaltungen bietet die Galerie der BASF. Schwarzheide verfügt über Ostdeutschlands älteste Großraumdiskothek, den Freizeitpark Wandelhof sowie über ein Kino mit vier Sälen mit insgesamt 650 Plätzen. Eine Stadtchronik – Stadtgeschichte in 10 Tafeln – befindet sich in der Ruhlander Straße an der Friedhofsmauer (eingeweiht am 6. September 2017).

### Bauwerke

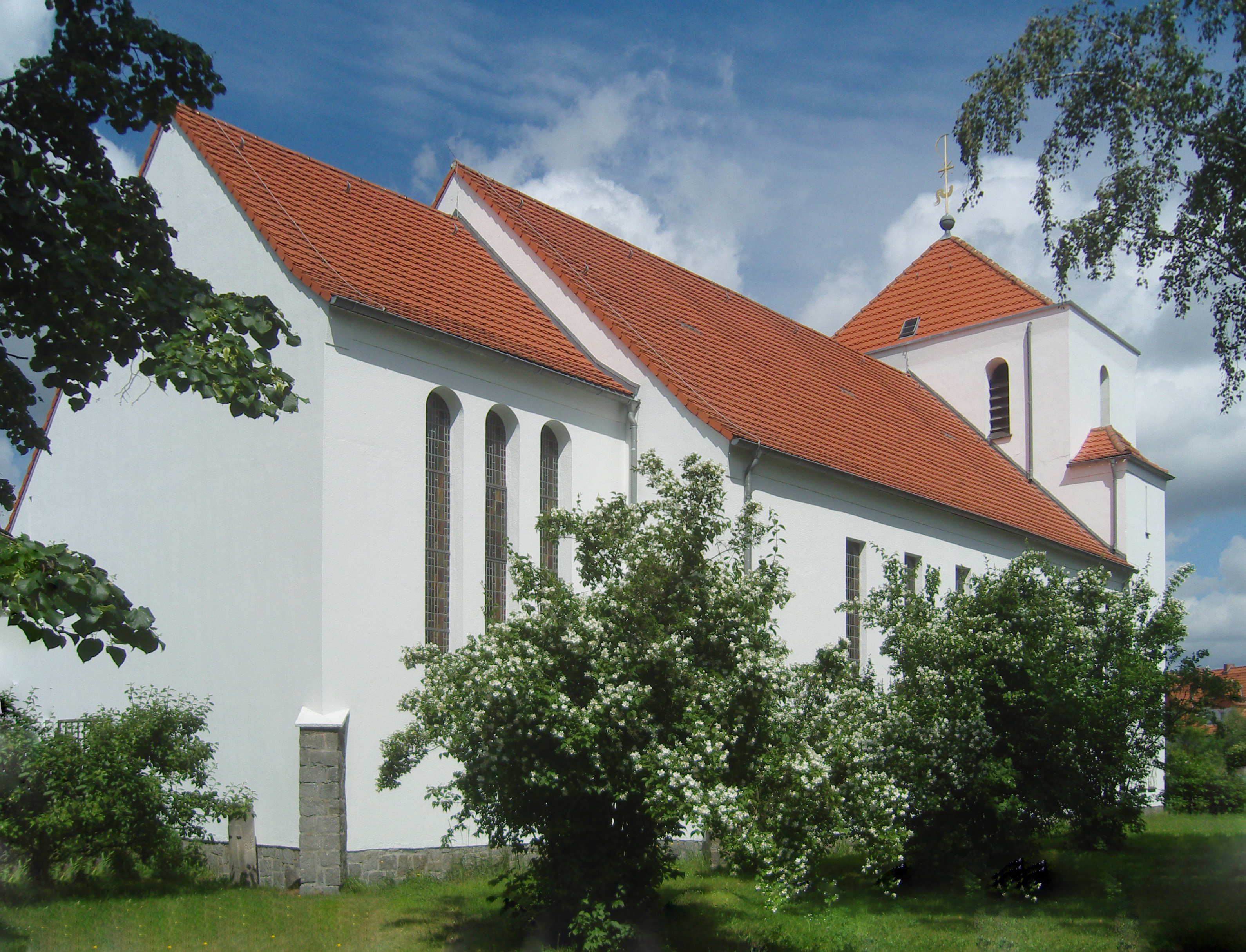
Heilig-Kreuz-Kirche

- Evangelische Christus-Kirche (1953, Otto-Nuschke-Straße)
- Evangelische Lutherkirche (Dorfaue)
- Ehemalige evangelische Viktoria-Kapelle (1922, Parkstraße, seit 2007 in Privatbesitz, zweimal im Jahr finden ökumenische Gottesdienste statt, am 1. Mai und am 3. Oktober)[21]
- Katholische Heilig-Kreuz-Kirche (1954, Otto-Nuschke-Straße)
- Seecampus Niederlausitz, erster PPP-Schulneubau in Passivbauweise

### Geschichtsdenkmale
- Gedenkplatz für die Opfer des KZ-Außenlagers gegenüber dem BASF-Tor 2 mit Gestaltungen aus mehreren Zeitabschnitten und einer Erinnerungstafel von 1988 an jüdische Opfer
- Gedenkstein auf dem Friedhof von Schwarzheide zur Erinnerung an die Toten des Zwangsarbeiterlagers, die während des Zweiten Weltkrieges bei der BRABAG Zwangsarbeit verrichten mussten. Auf dem Werksgelände der Firma befand sich ein Außenlager des KZ Sachsenhausen.
- Denkmal von 1965 links von der Trauerhalle des Friedhofes Schwarzheide-West an der Ruhlander Straße für mehr als 23 Zwangsarbeiter, Kriegsgefangene und KZ-Häftlinge. Daneben ein Gedenkstein für die italienischen BRABAG-Opfer

### Museen
- Kulturhaus der BASF, Schipkauer Straße
- Heimatstube des Kultur- und Heimatvereins Schwarzheide (Dauerausstellung zur Geschichte der Stadt), Dorfaue 1

### Natur und Naherholung

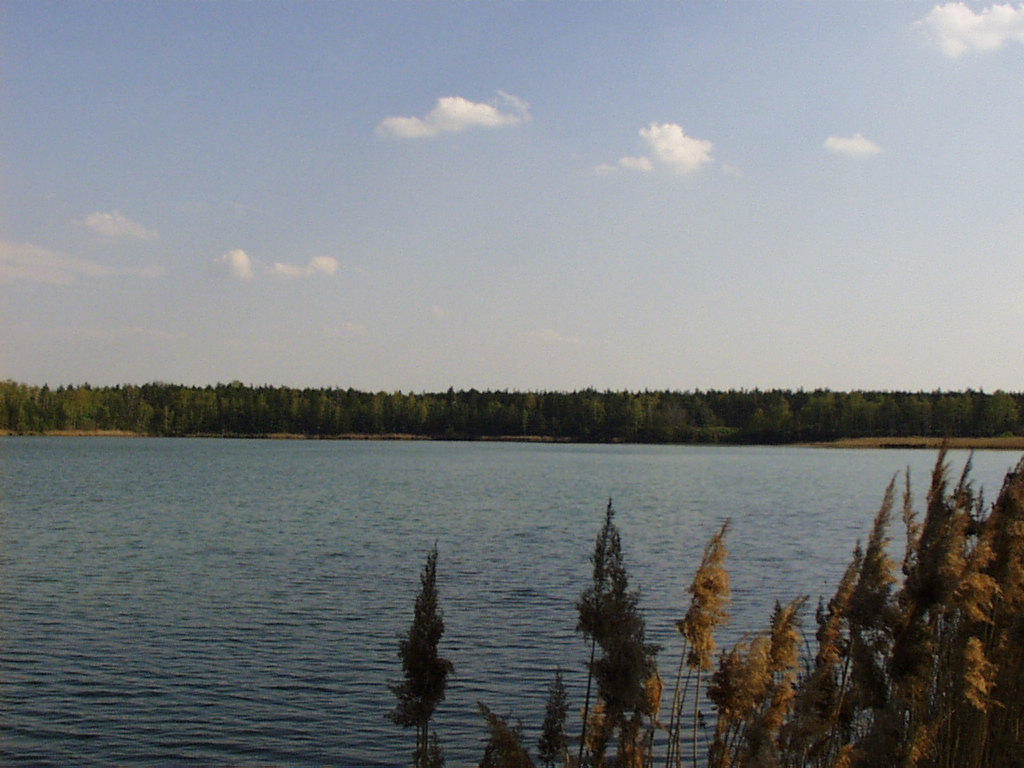
Ferdinandsteich

Großflächige Kiefernwälder, Seen, Wiesen und Weiden sind in unmittelbarer Umgebung von Schwarzheide zu finden. Die bewaldete renaturierte Hochkippe bietet bei klarer Sicht einen weiten Blick in den Süden des Niederlausitzer Umlands. Zahlreiche Radwanderwege ermöglichen die Erkundung der Niederlausitzer Natur und führen auch durch die großen Naherholungsgebiete des Lausitzer Seenlands und in den Spreewald.

### Regelmäßige Veranstaltungen
- Wasserturmfest: Volksfest am Wasserturm, seit 1994[22][23][24]
- Weihnachtsmarkt: am 2. Advent, seit 1993, zuerst am Heide-Center,[25] dann bis 2009 auf dem Wasserturmplatz,[26] jetzt auf dem Dorfplatz Schwarzheide-West unter Einbeziehung der Lutherkirche[27]

## Wirtschaft und Infrastruktur

### Ansässige Unternehmen
Das größte ansässige Industrieunternehmen ist die BASF Schwarzheide GmbH (hervorgegangen aus dem VEB Synthesewerk Schwarzheide), welches zugleich der größte Arbeitgeber der Region ist. An der Peripherie des Chemieunternehmens und im Gewerbegebiet Süd befinden sich einige mittelständische (Fränkische Rohrwerke, PeinigerRöRo) und zahlreiche kleinere Unternehmen.
Der Wirtschaftsstandort ist einer von 15 Regionalen Wachstumskernen im Land Brandenburg. Dadurch werden ausgewählte zukunftsorientierte Branchen gefördert.

### Verkehr

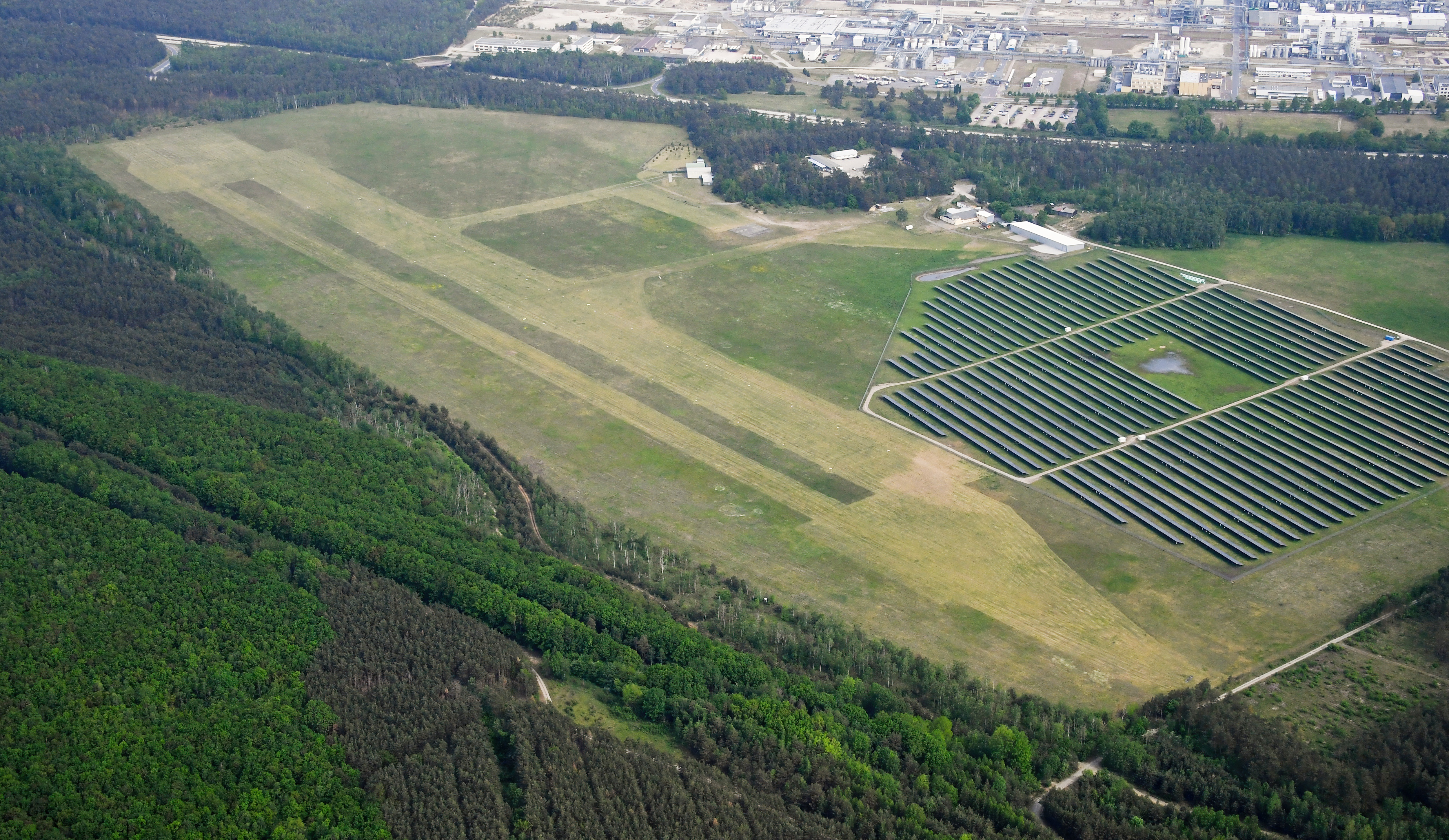
Flugplatz Schwarzheide-Schipkau

Schwarzheide liegt an der Bundesstraße 169, der „Trasse der Niederlausitz“, zwischen Elsterwerda und Senftenberg. Die Autobahn A 13 Berlin–Dresden durchquert das Stadtgebiet, die Anschlussstellen Schwarzheide und Ruhland liegen auf dem Territorium der Stadt.
Der Haltepunkt Schwarzheide Ost an der Bahnstrecke Großenhain–Cottbus wird von der Regionalbahnlinie RB 49 Falkenberg (Elster)–Cottbus bedient.
Ein Seitenarm der Bahnstrecke Finsterwalde–Schipkau führt durch Schwarzheide.
Im Norden des Ortes befindet sich ein Sonderlandeplatz, der Flugplatz Schwarzheide-Schipkau.

### Medien
- Lokalfernsehen Schwarzheide & Ruhland (LSR)

### Bildung
In Schwarzheide gibt es eine Grundschule (Schwarzheide-Wandelhof), ein Gymnasium (nach Emil Fischer benannt), eine Abteilung des Oberstufenzentrums Lausitz (OSZ) zur Ausbildung von Laboranten, Chemikanten, Kfz-Mechanikern, Karosseriebauern und Prozessleitelektronikern sowie eine Musikschule.
Im Kultur- und Heimatverein Schwarzheide e. V. Dorfaue 3 befindet sich eine Dauerausstellung zur Geschichte der Stadt Schwarzheide. Sie zeigt die Anfänge von 1449 bis hin zur Stadtgründung 1967.

### Sport
In direkter Nachbarschaft der Stadt befindet sich der Lausitzring (ehemals Eurospeedway Lausitz). In der Kreisoberliga Südbrandenburg ist in der Saison 2019/2020 Schwarzheide durch die BSG Chemie Schwarzheide vertreten.

## Persönlichkeiten
Ehrenbürger
- 2002: Hans-Hermann Dehmel (* 1939), Vorsitzender der Geschäftsführung der BASF Schwarzheide von 1990 bis 1995
- 2004: Sokrates Giapapas (1937–2020), Leiter des Zweigwerkes der Fränkischen Rohrwerke in Schwarzheide

Söhne und Töchter der Stadt
- Heinz Langer (1935–2022), Diplomat der DDR
- Herbert A. Jung (* 1937), Maler
- Joachim Schmiele (* 1949), Politiker (DSU)

Mit Schwarzheide verbundene Persönlichkeiten
- Waltraut Zachhuber (* 1941), evangelische Pfarrerin in Schwarzheide-West
- Monika Nothing (* 1942), Schriftstellerin, lebt in Schwarzheide
- Gunnar Jeschke (* 1966), Chemiker, in Schwarzheide aufgewachsen
- Frauke Petry (* 1975), Politikerin (AfD, Die blaue Partei), in Schwarzheide aufgewachsen